# Lijst van nummer 1-albums in de LP Top 75 in 1987
Onderstaande albums stonden in 1987 op nummer 1 in de LP Top 75, de voorloper van de Media Markt Album Top 40. De lijst werd samengesteld door de Stichting Nederlandse Top 40.
| Nummer | Datum        | Artiest          | Titel                    |
| ------ | ------------ | ---------------- | ------------------------ |
| 175    | 3 januari    | Paul Simon       | Graceland                |
|        | 10 januari   | Paul Simon       | Graceland                |
|        | 17 januari   | Paul Simon       | Graceland                |
|        | 24 januari   | Paul Simon       | Graceland                |
|        | 31 januari   | Paul Simon       | Graceland                |
|        | 7 februari   | Paul Simon       | Graceland                |
|        | 14 februari  | Paul Simon       | Graceland                |
|        | 21 februari  | Paul Simon       | Graceland                |
|        | 28 februari  | Paul Simon       | Graceland                |
|        | 7 maart      | Paul Simon       | Graceland                |
|        | 14 maart     | Paul Simon       | Graceland                |
|        | 21 maart     | Paul Simon       | Graceland                |
| 176    | 28 maart     | U2               | The Joshua tree          |
|        | 4 april      | U2               | The Joshua tree          |
|        | 11 april     | U2               | The Joshua tree          |
|        | 18 april     | U2               | The Joshua tree          |
|        | 25 april     | U2               | The Joshua tree          |
|        | 2 mei        | U2               | The Joshua tree          |
|        | 9 mei        | U2               | The Joshua tree          |
|        | 16 mei       | U2               | The Joshua tree          |
|        | 23 mei       | U2               | The Joshua tree          |
|        | 30 mei       | U2               | The Joshua tree          |
|        | 6 juni       | U2               | The Joshua tree          |
|        | 13 juni      | U2               | The Joshua tree          |
|        | 20 juni      | U2               | The Joshua tree          |
| 177    | 27 juni      | Whitney Houston  | Whitney                  |
|        | 4 juli       | Whitney Houston  | Whitney                  |
|        | 11 juli      | Whitney Houston  | Whitney                  |
|        | 18 juli      | Whitney Houston  | Whitney                  |
|        | 25 juli      | Whitney Houston  | Whitney                  |
|        | 1 augustus   | Whitney Houston  | Whitney                  |
| 178    | 8 augustus   | Robert Cray Band | Strong persuader         |
|        | 15 augustus  | Robert Cray Band | Strong persuader         |
|        | 22 augustus  | Robert Cray Band | Strong persuader         |
|        | 29 augustus  | Robert Cray Band | Strong persuader         |
|        | 5 september  | Robert Cray Band | Strong persuader         |
|        | 12 september | Robert Cray Band | Strong persuader         |
| 179    | 19 september | Michael Jackson  | Bad                      |
|        | 26 september | Michael Jackson  | Bad                      |
|        | 3 oktober    | Michael Jackson  | Bad                      |
|        | 10 oktober   | Michael Jackson  | Bad                      |
|        | 17 oktober   | Michael Jackson  | Bad                      |
|        | 24 oktober   | Michael Jackson  | Bad                      |
|        | 31 oktober   | Michael Jackson  | Bad                      |
|        | 7 november   | Michael Jackson  | Bad                      |
| 180    | 14 november  | James Last       | In Holland               |
| 181    | 21 november  | George Michael   | Faith                    |
|        | 28 november  | George Michael   | Faith                    |
|        | 5 december   | George Michael   | Faith                    |
|        | 12 december  | George Michael   | Faith                    |
|        | 19 december  | George Michael   | Faith                    |
| 182    | 26 december  | UB40             | The best of - Volume one |

Lijsten van nummer 1-albums in de Nederlandse Album Top 100

1969 ·
1970 ·
1971 ·
1972 ·
1973 ·
1974 ·
1975 ·
1976 ·
1977 ·
1978 ·
1979 ·
1980 ·
1981 ·
1982 ·
1983 ·
1984 ·
1985 ·
1986 ·
1987 ·
1988 ·
1989 ·
1990 ·
1991 ·
1992 ·
1993 ·
1994 ·
1995 ·
1996 ·
1997 ·
1998 ·
1999 ·
2000 ·
2001 ·
2002 ·
2003 ·
2004 ·
2005 ·
2006 ·
2007 ·
2008 ·
2009 ·
2010 ·
2011 ·
2012 ·
2013 ·
2014 ·
2015 ·
2016 ·
2017 ·
2018 ·
2019 ·
2020 ·
2021 ·
2022 ·
2023 ·
2024 ·
2025

Lijsten van nummer 1-albums van de Stichting Nederlandse Top 40

1969 ·
1970 ·
1971 ·
1972 ·
1973 ·
1974 ·
1975 ·
1976 ·
1977 ·
1978 ·
1979 ·
1980 ·
1981 ·
1982 ·
1983 ·
1984 ·
1985 ·
1986 ·
1987 ·
1988 ·
1989 ·
1990 ·
1991 ·
1992 ·
1993 ·
1994 ·
1995 ·
1996 ·
1997 ·
1998 ·
1999 ·
2011 ·
2012 ·
2013 ·
2014 ·
2015
- Nederland
- Nederland (LP Top 75)